# 二階堂為氏
二階堂 為氏（にかいどう ためうじ、- 寛正5年（1464年）5月10日）は、室町時代の武将。二階堂行続の嫡男。通称は藤寿丸、二郎。
嘉吉3年（1443年）に家督を相続。幼少のため一族の二階堂治郎、北沢民部を代官として須賀川城に派遣し、鎌倉に留まっていたが、二人が現地で反乱を起こしたため下向し、鎮圧した。『鎌倉管領所領役考応仁武鑑』には、行続の遺児盛重が須賀川城主となり、約5万7000石を領し、陸奥守護職を務めたとある。